# Lúcia Machado de Almeida
Lúcia Machado de Almeida (OAL) (Santa Luzia, 09 de maio de 1910 — Indaiatuba, 30 de abril de 2005) foi uma escritora brasileira.
Foi uma escritora de livros infanto-juvenis de sucesso, principalmente entre os jovens dos anos 1980, que são editados até hoje. O livro O Escaravelho do Diabo, de sua autoria, é um dos livros mais vendidos da Coleção Vaga-Lume e foi adaptado para o cinema em 2016.

## Biografia
Lúcia nasceu em 1910 na fazenda Nova Granja, então Santa Luzia, hoje o município de São José da Lapa, em Minas Gerais. Lúcia foi a única filha entre os 11 filhos de Virgílio Machado e Marieta Monteiro Machado. Era irmã de Cristiano Machado, que foi candidato à Presidência da República, nas eleições de 1950 e cujo nome batiza uma das principais vias de Belo Horizonte, de Aníbal Machado (1894-1964), também escritor, além de dramaturgo e do médico Lucas Machado. Lúcia era tia de Maria Clara Machado (1921-2001) e do professor, entomólogo e escritor Ângelo Machado (1934-2020).
Lúcia estudou no tradicional Colégio Santa Maria, um internato em Belo Horizonte, onde teve contato com a cultura francesa, que posteriormente foi fundamental para concretizar a vinda da Aliança Francesa para a capital mineira. Por conta dessa influência Lúcia receberia a comenda de Cavaleiro da Ordem das Artes e das Letras. Um de seus principais mentores na escrita foi seu irmão, Aníbal.

## Carreira
O começo da carreira de Lúcia na imprensa começou ao escrever a página feminina no jornal Folha da Noite, do qual o sergipano Alberto Deodato era o diretor. Na época, entrevistada sobre questões femininas, ela defendeu os valores e os papéis tradicionais então atribuídos à mulher. Posteriormente, em meio aos recortes de jornais e revistas, Lúcia escreveu Meu Deus, como eu era atrasada no recorte desta entrevista.
Casada com Antônio Joaquim de Andrade e Almeida, o apartamento do casal, no Edifício Niemeyer, na praça da Liberdade, era conhecido informalmente como "Embaixada de Minas", devido aos convidados ilustres que por lá transitavam nas reuniões e festas para a elite intelectual mineira, como o pintor Alberto da Veiga Guignard. O casal também viajou com o casal Jean-Paul Sartre e Simone de Beauvoir para Ouro Preto na passagem de Simone no Brasil. Reuniões literárias com jovens escritores também aconteciam no apartamento de Lúcia.
Lúcia foi jornalista por 60 anos, escrevendo em jornais e revistas, como ‘O Cruzeiro’, além de ser ativa em várias instituições culturais. Correspondia-se com frequência com vários escritores como Cecília Meireles, Érico Veríssimo e Carlos Drummond de Andrade.
Seu primeiro livro foi No Fundo do Mar, de 1943. Em 1951, ela publicou O Caso da Borboleta Atíria, então pela Melhoramentos, depois arrendado pela Coleção Vaga-Lume. Dois anos depois, publicaria um de seus livros mais famosos, O Escaravelho do Diabo. Pela Coleção Vaga-Lume Lúcia publicaria os livros: Spharion (1979), Aventuras de Xisto (1982), Xisto no Espaço (1982) e Xisto e o Pássaro Cósmico (1983), a maioria voltada para o público infanto-juvenil.
Dos livros direcionados ao público adulto, destacam-se a trilogia sobre cidades mineiras, Ouro Preto, Sabará e Diamantina.

## Morte
Lúcia morreu em 30 de abril de 2005, aos 95 anos, em Indaiatuba, no estado de São Paulo, devido a uma pneumonia, enquanto passava alguns dias com uma de suas filhas. Deixou duas filhas, netos e bisnetos. Ela foi sepultada no Cemitério Gethsêmani, em São Paulo.

## Na mídia
Em 2016, seu livro O Escaravelho do Diabo foi adaptado para o cinema sob a direção de Carlos Milani e com o ator Jonas Bloch no elenco.

## Publicações
- Histórias do Fundo do Mar
- Lendas da Terra do Ouro
- O Caso de Atíria, a Borboleta (1975)
- O Escaravelho do Diabo
- Passeio a Sabará
- Passeio a Diamantina
- Passeio a Ouro Preto
- Aventuras de Xisto, 1957
- Xisto no Espaço', 1967
- Xisto e o Pássaro Cósmico - originalmente, Xisto e o Saca-Rolha, 1974
- Passeio a Ouro Preto
- Passeio ao Alto Minho
- Spharion, Aventuras de Dico Saburó
- Asteróide
- O Mistério de Douradinha
- O falcão de penas salpicadas em 1600 a.c

## Prêmios
- Medalha de ouro na Bienal do Livro de São Paulo;
- Prêmio Othon Bezerra de Mello, da Academia Mineira de Letras;
- Prêmio Jabuti da Câmara Brasileira do Livro;
- Prêmio da Fundação Cultural de Brasília;
- Condecoração Stella dela Solidarietá (medalha de mérito cultural do Governo Italiano);
- Diplôme d'Honneur, da Aliança Francesa;
- Medalha de Chevalier des Arts des Lettres, do Governo Francês;
- Medalha Rio Branco, do Ministério das Relações Exteriores.

(Apud: Spharion, Aventuras de Dico Saburó, São Paulo, Ed. Ática, 4ª ed.)